# Евкалипт
Евкалипт (Eucalyptus) е род вечнозелени дървета и храсти от семейство Миртови. Някои с височина до 100 m. Съществуват около 500 вида, предимно в Австралия и Нова Гвинея. Отглеждат се в тропичните и субтропичните области. Листата и клоните съдържат етерични масла, които срещат приложение в медицината и парфюмерията.
Евкалиптови дървета се срещат и по други места, където са били внесени, като например Калифорния, САЩ.
В България евкалипти са интродуцирани успешно в ботаническа градина Hortus Australis и в ботаническа градина Маргарита.